# Östra Ryds landskommun, Östergötlands län
Östra Ryds landskommun var en tidigare kommun i Östergötlands län.

## Administrativ historik
När 1862 års kommunalförordningar trädde i kraft inrättades i Sverige cirka 2 500 kommuner. Huvuddelen av dessa var landskommuner (baserade på den äldre sockenindelningen), vartill kom 89 städer och åtta köpingar. I Östra Ryds socken i Skärkinds härad i Östergötland inrättades då denna kommun.
Vid kommunreformen 1952 uppgick denna  i storkommunen Aspveden.
År 1971 upplöstes Aspvedens landskommun och detta område fördes så till Söderköpings kommun.

## Politik

### Mandatfördelning i Östra Ryds landskommun 1938-1946
| 10 | 10 |

| 20 |

| 9 | 11 |

| 20 |

| 10 | 10 |

| 17 | 3 |